# Little Brother Montgomery
Pour les articles homonymes, voir Montgomery.
Eurreal Wilford Montgomery, dit Little Brother Montgomery, était un pianiste chanteur de blues, né à Kentwood (Louisiane), le 18 avril 1906, décédé à Chicago, Illinois, le 6 septembre 1985 .